# Casa Giménez
La casa Giménez (también llamada erróneamente casa Jiménez) es un edificio neomudéjar ubicado en la ciudad de Antofagasta, Chile. Fue diseñado por el arquitecto José Espiau y Muñoz y construido por Jaime Pedreny.
Este edificio, construido por mandato de su dueño, Ismael Giménez, sirvió como residencia familiar y sede comercial de los Almacenes Giménez, tienda que inició sus operaciones en 1924 y que dejó de funcionar en los años 1980.
El 17 de julio de 2002, el Consejo Regional de Antofagasta declaró la casa como patrimonio urbano, bajo la categoría de Inmueble de Conservación Histórica (ICH), según la Ley General de Urbanismo y Construcciones del Ministerio de Vivienda y Urbanismo.

## Historia

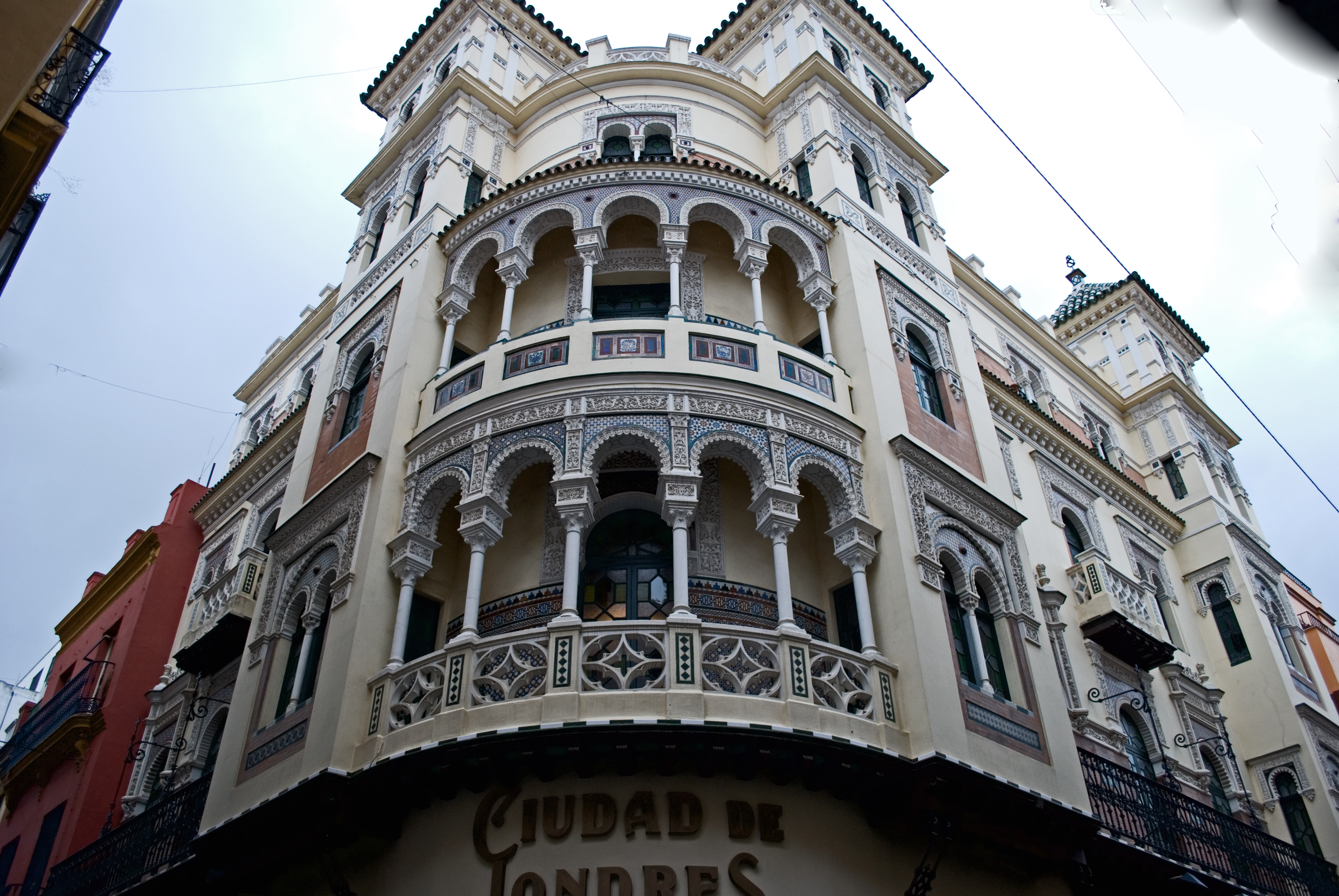
Ismael Giménez quiso un edificio con el lenguaje del edificio Ciudad de Londres, obra de Espiau y Muñoz en Sevilla, España.

En 1915, los comerciantes españoles residentes en Antofagasta, Ismael Giménez y Enrique Longueira, decidieron abrir en conjunto la tienda comercial textil La Camelia, en calle Juan José Latorre. Tras la ruptura de la sociedad, por el retorno de Longueira a su país natal, Giménez decidió levantar una nueva tienda en un sitio eriazo en la esquina de las calles Manuel Antonio Matta (antiguamente llamada Angamos) y Manuel Baquedano.
Giménez y su esposa, María del Valle, retornaron a Sevilla, donde el comerciante conoció la obra arquitectónica de José Espiau y Muñoz, por lo que decidió basar su nuevo edificio en el diseño del edificio Ciudad de Londres. Giménez encargó los planos a Espiau y Muñoz y retornó a Chile con el proyecto del nuevo edificio que superaba en envergadura y ornamentación a la construcción sevillana. También llevó consigo materiales de construcción, para iniciar las obras de su nuevo recinto comercial. La Casa Giménez probablemente es la única construcción del destacado arquitecto sevillano en Latinoamérica. En el catálogo de la exposición sobre su obra, en el centenario de su nacimiento, en 1984, el edificio figuraba como una obra desaparecida.
Giménez encomendó la construcción al arquitecto catalán Jaime Pedreny, ejecutor de obras como la casa Camus, el Mercado Municipal y la actual Casa de la Cultura. Las obras se iniciaron el 19 de mayo de 1923.

### Almacenes Giménez
Fue inaugurado en diciembre de 1924, bajo el nombre de Almacenes Giménez, una tienda dedicada a la importación y confección textil, que ocupaba los dos primeros pisos del edificio. Los otros tres pisos sirvieron de residencia para la familia Giménez.
El fin del auge salitrero y la Gran Depresión afectaron la economía de la familia Giménez, quienes declararon la quiebra de su almacén. Ismael Giménez continuó trabajando en una importadora alemana, reuniendo dinero junto a su hijo Ismael para finalmente reabrir el local.
Pasados los años, Ismael Giménez padre retorna a España por motivos familiares, dejando a cargo de la tienda a su descendencia. Giménez retornaría a Antofagasta, falleciendo en 1967, víctima de un infarto agudo de miocardio. El español legó la empresa a sus sucesores, quienes la mantuvieron activa hasta su cierre, en los años 1980 aproximadamente.
Tras la desaparición de los Almacenes Giménez, el edificio fue usado por otras empresas comerciales, siendo las más recientes la tienda Abcdin y actualmente la cadena farmacéutica Salcobrand.

## Arquitectura

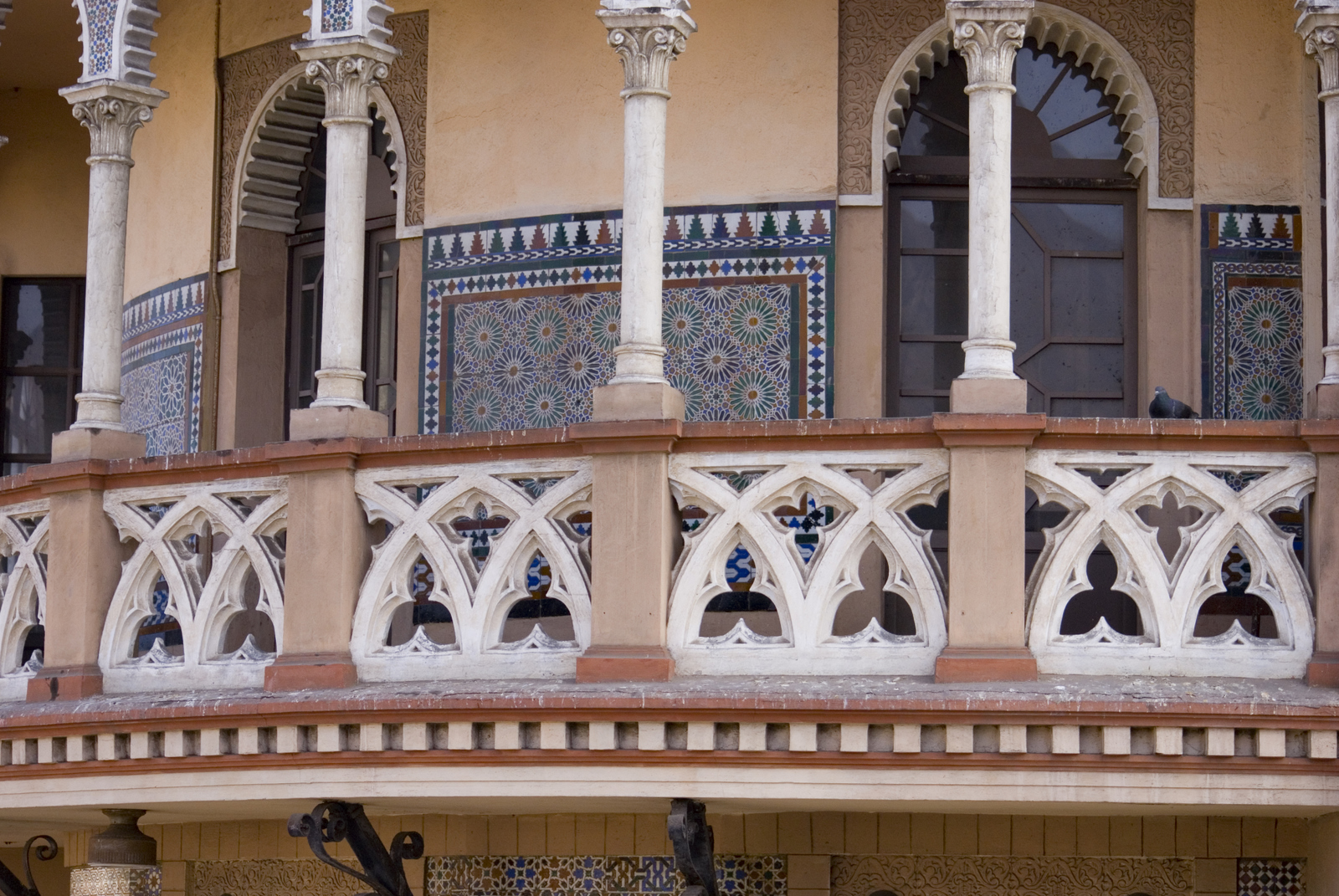
Detalles arquitectónicos neomudéjares de la casa Giménez.

Para su construcción, Jaime Pedreny utilizó cemento sueco, azulejos texturados sevillanos, celosías y rejas de fierro forjado, vidrios europeos y maderas chilenas. Se convirtió en la primera edificación del norte de Chile en poseer ascensor.
Para su inauguración, cuatro de los cinco pisos tenían uso comercial: el primer piso funcionaba como tienda y zapatería, el segundo puso como fábrica de confección textil, el tercer piso para sastrería y juguetería, mientras que el cuarto piso estaba destinado para ventas al por mayor. El quinto piso sirvió para uso residencial de la familia Giménez. El interior del quinto piso se encuentra decorado con murales del pintor iquiqueño Sixto Rojas Acosta, inspirado en paisajes sevillanos como el parque de María Luisa, La Giralda, la Catedral de Santa María de la Sede de Sevilla, la torre del Oro y la aduana de Sevilla.